# High Point (North Carolina)
High Point is een plaats (city) in de Amerikaanse staat North Carolina en valt bestuurlijk gezien onder Davidson County en Forsyth County en Guilford County en Randolph County.

## Demografie
Bij de volkstelling in 2020 werd het aantal inwoners vastgesteld op 117.624. In 2000 werd het aantal inwoners door het United States Census Bureau geschat op 85.839.

## Geografie
Volgens het United States Census Bureau beslaat de plaats een oppervlakte van 131,3 km², waarvan 127,0 km² land en 4,3 km² water.

## Plaatsen in de nabije omgeving
De onderstaande figuur toont nabijgelegen plaatsen in een straal van 20 km rond High Point.

## Geboren
- Heather Richardson-Bergsma (1989), schaatsster